# Ніколас Бішоп
Ніколас Бішоп (англ. Nicholas Bishop; нар. 19 вересня 1973) — австралійський актор найбільш відомий за ролями Пітера Бейкера в австралійському телесеріалі «Будинки і в дорозі» (2004—2007), і Пітера Денлопа в американському телесеріалі «Тіло як доказ» (2011 — наст.).